# 2009年H1N1流感大流行美國情況

美國疫情
0人死亡
1+人死亡
5+人死亡
20+人死亡

2009年美國甲型H1N1流感疫情開始於4月底，最初在加州與德州爆發數個疑似病例。受感染人士都是從墨西哥返國後出現流感病徵。其後，各個州陸續出現疑似病例。其中紐約市情況比較嚴重，多名學生發病，他們都就讀紐約皇后區的聖方濟預備學校。隨著那位從墨西哥到休士頓就醫的23個月大的兒童死亡，成為美國境內第一宗確診死亡病例。截至2010年三月中旬，據美國疾病控制與預防中心 (CDC) 估計，共有6000萬美國人感染了此次H1N1病毒，270,000人住院治療，有12,000人死於此次疫情。

## 疫情時序
截至美國東岸時間4月29日早上11時ET，美國暫時有91宗確診病例、一宗死亡病例，分佈如下表所示。
| 美國各州H1N1甲型流感（A/human/United States/09(H1N1)）病例 | 美國各州H1N1甲型流感（A/human/United States/09(H1N1)）病例 | 美國各州H1N1甲型流感（A/human/United States/09(H1N1)）病例 | 美國各州H1N1甲型流感（A/human/United States/09(H1N1)）病例 | 美國各州H1N1甲型流感（A/human/United States/09(H1N1)）病例 |
| ---------------------------------------------------------- | ---------------------------------------------------------- | ---------------------------------------------------------- | ---------------------------------------------------------- | ---------------------------------------------------------- |
| 地區                                                       | 確診病例                                                   | 疑似病例*                                                  | 死亡病例*                                                  |                                                            |
| 紐約市                                                     | 51                                                         | 200+                                                       | 10+                                                        |                                                            |
| 德克薩斯州                                                 | 16                                                         | 4                                                          | 1                                                          |                                                            |
| 麻薩諸塞州                                                 | 2                                                          | 2                                                          |                                                            |                                                            |
| 密歇根州                                                   | 2                                                          | 1                                                          |                                                            |                                                            |
| 堪薩斯州                                                   | 2                                                          |                                                            |                                                            |                                                            |
| 印第安納州                                                 | 1                                                          | 2                                                          |                                                            |                                                            |
| 俄亥俄州                                                   | 1                                                          |                                                            |                                                            |                                                            |
| 內華達州                                                   | 1                                                          |                                                            |                                                            |                                                            |
| 亞利桑那州                                                 | 1                                                          |                                                            |                                                            |                                                            |
| 南卡羅萊納州                                               |                                                            | 22                                                         |                                                            |                                                            |
| 密西西比州                                                 |                                                            | 10                                                         |                                                            |                                                            |
| 新澤西州                                                   |                                                            | 5                                                          |                                                            |                                                            |
| 愛達荷州                                                   |                                                            | 4                                                          |                                                            |                                                            |
| 威斯康星州                                                 |                                                            | 3                                                          |                                                            |                                                            |
| 北卡羅萊納州                                               |                                                            | 2+                                                         |                                                            |                                                            |
| 阿拉巴馬州                                                 |                                                            | TBD                                                        |                                                            |                                                            |
| 總計                                                       | 91                                                         | 300+                                                       | 1                                                          |                                                            |
| (*) 不是所有病例肯定由甲型H1N1流感所引致                   |                                                            |                                                            |                                                            |                                                            |

雖然疫潮在美國本土已經出現，美國聯邦政府依然維持美國的警戒級別為0級，與世衛的3級相對。
另外，明尼蘇達州的懷疑個案證實並非流感。2009年4月29日，一名23個月大的德克薩斯州幼兒死亡，成為墨西哥以外第一個死亡病例。美方後來指死者為在當地治病的墨西哥人。
與其他國家最大的分別是，在美國的病患有85%未去過墨西哥。

## 政府反應

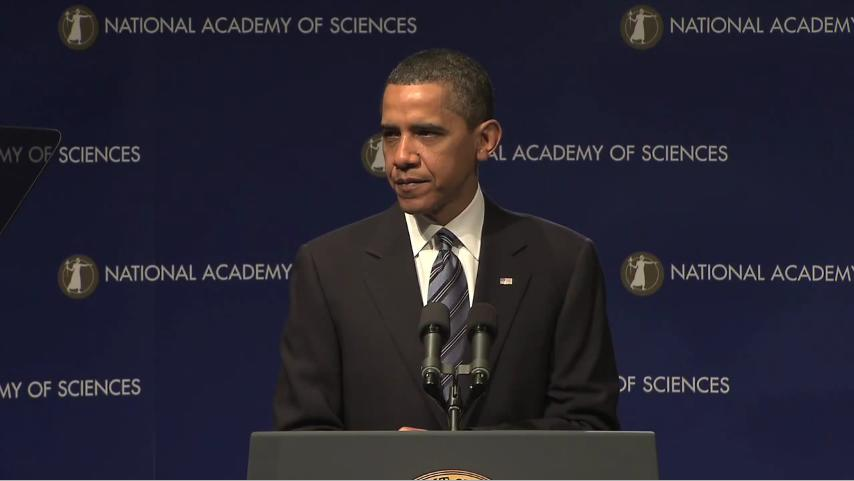
奧巴馬在美國國家科學研究所的演說中談論豬流感疫情

白宮於當地時間4月1日中午12時發表新聞簡報，簡述美國當地的疫情。總統奧巴馬表示會全力協助墨西哥對抗疫情，而在美國本土，會加強各州對病情的檢測及控制。美國疾病控制與預防中心候任主席貝瑟（Richard Besser）表示，現時美國的特敏福儲備充裕，當中的四分之一存貨會分發於各州的地方醫療機構使用。另外，國民應該預期各地會陸續有其他疑似及確診病例的發現，所以應該在日常生活中嚴格執行衛生習慣，例如：打噴嚏時要掩鼻、之後要洗手之類。而國土安全部部長納波利塔諾宣佈美國進入公共衛生緊急狀態，她亦表示，因應疫情而允許醫療機構在必須時讓病人試用未完全通過測試的藥物，以期望有效控制疫情。

## 疾控中心

確認的人類病例（美國 截至2009年4月27日）.

在美國，70間國家呼吸道和腸病毒監測系統實驗室不會匯報甲型流感。但是到了2007年開始出現人類感染新的甲型流感後，變成需要呈報的疾病。新甲型流感病毒的感染病例包括所有人類感染甲型流感，這類甲型流感有別於當前流傳於人類社會的H1亞型和H3亞型病毒。這些亞型病毒包括了非人類源頭和未分類的病毒。新變種病毒就是促使這次豬流感大爆發。
美國疾病控制與預防中心於2009年4月17日通過「邊境傳染病計畫」分別在加州南部邊境聖迭戈縣（San Diego）和帝王縣（Imperial County）的兒童身上發現首兩宗A/09(H1N1)豬流感病例。由4月21日起，加強監察以要搜索美國加州和德克薩斯州的其它病例，而且美國疾病控制與預防中心確認了該病毒變種的基因與1999年以來在豬隻間流傳的H1N1甲型豬流感病毒相類似的。該病毒是人類流感病毒、北美豬流感病毒和歐亞豬流感病毒所組合而成；當初這種變種流感病毒對金剛烷胺（amantadine）和金剛乙胺（rimantadine）呈現抗藥性。在加州被發現的七位患者與德克薩斯州的兩位患者都沒有接觸豬隻。因此懷疑病毒以人傳人方式傳播。
4月27日的新聞簡報會上，美國疾病控制與預防中心署理主任貝瑟博士（Dr. Richard Besser）表示在40宗證實病例中只有一個感染人士住院。他亦發現感染人士年齡最少7歲，最大54歲，中位數是16歲。
4月29日，只有疾控中心才可以證實美國境內甲型H1N1流感病例。疾控中心期望在這個星期內能為各州的實驗室提供檢定方法。

## 外部連結

### 美國聯邦政府
- 大流行流感（页面存档备份，存于） 關於豬流感，禽流感，人類流感的資訊
- 美國疾病控制與預防中心 豬流感調查（页面存档备份，存于）
- 醫藥百科全書Medline Plus：豬流感（页面存档备份，存于）

### 美國州政府
- 加州公共衛生部
- 德州公共衛生部（页面存档备份，存于）
- 紐約州公共衛生部（页面存档备份，存于）

### 國際組織
- 世界衛生組織 H1N1甲型流感資訊（页面存档备份，存于）

### 其他
- 2009年H1N1個案的全球地圖（页面存档备份，存于）
- H1N1甲型流感時間表（页面存档备份，存于）
- BioHealthBase Bioinformatics Resource Center（页面存档备份，存于） – Database of influenza genomic sequences and related information.
- USA Today（页面存档备份，存于） – State-by-state preparations
- Confirmed and suspected cases（页面存档备份，存于） from Google Earth
- Medical Encyclopedia WebMD: Swine Flu Center（页面存档备份，存于）